# Clathria cercidochela
Clathria cercidochela är en svampdjursart som först beskrevs av Jean Vacelet och Vasseur 1971.  Clathria cercidochela ingår i släktet Clathria och familjen Microcionidae.
Artens utbredningsområde är Madagaskar. Inga underarter finns listade i Catalogue of Life.